# Im Namen des Volkes

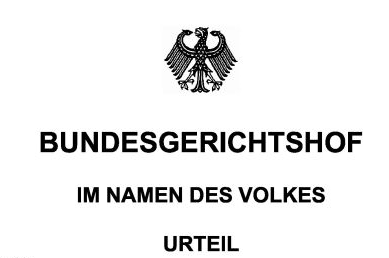
Kopf eines Urteils des Bundesgerichtshofs

„Im Namen des Volkes“ ergehen nach deutschem Prozessrecht die Urteile und Beschlüsse des Bundesverfassungsgerichts (§ 25 Abs. 4 BVerfGG) sowie die Urteile (nicht aber die Beschlüsse) aller ordentlichen Gerichte und Fachgerichte (§ 311 Abs. 1 ZPO; § 268 Abs. 1 StPO; § 117 Abs. 1 Satz 1 VwGO; § 105 Abs. 1 Satz 1 FGO; § 132 Abs. 1 Satz 1 SGG). Die Prozessordnungen der Landesverfassungsgerichte kennen teilweise abweichende Eingangsformeln.

## Allgemeines
Die Formel Im Namen des Volkes ist Ausdruck dafür, dass die Rechtsprechung wie alle Staatsgewalt gemäß Art. 20 Abs. 2 Satz 1 GG vom Volk ausgeht (Volkssouveränität). Die Formel bringt daher in erster Linie zum Ausdruck, dass die Richter als Vertreter des Souveräns Recht sprechen. Da ihre Entscheidung allein an das Gesetz gebunden ist (Art. 97 Abs. 1 GG), bedeutet sie auch, dass das Urteil dem als Gesetz formulierten Willen des Staatsvolks entspreche; sie meint aber nicht eine Abhängigkeit von der Volksmeinung (vox populi), wie sie etwa in Meinungsumfragen zum Ausdruck gebracht wird.

## Beschlüsse in Familiensachen
Umstritten ist seit Inkrafttreten des Gesetzes über das Verfahren in Familiensachen und in den Angelegenheiten der freiwilligen Gerichtsbarkeit, ob auch die Beschlüsse, die es an Stelle der früheren Urteile vorsieht, „im Namen des Volkes“ zu ergehen haben. Anders als für Urteile der streitigen Zivilgerichtsbarkeit (§ 311 Abs. 1 ZPO) sieht das FamFG keine ausdrückliche vergleichbare Regelung vor. Für Ehesachen und sogenannte streitige Familiensachen sieht es aber eine weitgehende Verweisung auf die allgemeinen Regelungen der ZPO vor. In der Praxis werden diese urteilsersetzenden Beschlüsse (z. B. Scheidungsbeschluss statt früher Scheidungsurteil) in den meisten OLG-Bezirken nicht mit der Eingangsformel versehen, der Bundesgerichtshof als übergeordnete letzte Instanz verwendet die Eingangsformel.

## Frühere Formen
Historisch leitet sich die Eingangsformel davon ab, dass früher Urteile „im Namen des Königs“ oder des jeweiligen Monarchen ergingen, da nach früherem, im Absolutismus verwurzelten, Verständnis alle Staatsgewalt vom Monarchen ausging, der in der Rechtsprechung durch Richter nur vertreten wurde.
Mit Einführung der Republik wurde die Formel dem Prinzip der Volkssouveränität entsprechend angepasst.
Die Urteile des Reichsgerichts und des Reichsarbeitsgerichts ergingen im Deutschen Kaiserreich bzw. der Weimarer Republik „im Namen des Reichs“, in der Zeit des Nationalsozialismus „im Namen des deutschen Volkes“. 
Unmittelbar nach dem Zweiten Weltkrieg ergingen die Urteile der deutschen Gerichte „im Namen des Rechts“. In der DDR ergingen die Urteile, wie in der Bundesrepublik, „im Namen des Volkes“.

## Andere Staaten
Vergleichbare Eingangsformeln haben Urteile auch in anderen europäischen Staaten. In Österreich ergehen sie „Im Namen der Republik“. In Frankreich lautet die Eingangsformel République française / Au nom du Peuple français („Französische Republik / im Namen des französischen Volkes“), entsprechend in Italien Repubblica Italiana / In Nome del Popolo Italiano („italienische Republik / im Namen des italienischen Volkes“); in Polen W imieniu Rzeczypospolitej Polskiej („im Namen der polnischen Republik“), in Russland Именем Российской Федерации („Im Namen der Russischen Föderation“).
In Spanien – das eine Monarchie ist – ergehen die Urteile „im Namen des Königs“ (En Nombre del Rey). So auch in den Niederlanden; dort wurde 2015 die altertümliche Genitivform In Naam des Konings an die moderne niederländische Grammatik angepasst: In Naam van de Koning. Diese Formel wird nur auf die jeweils vollstreckbare Ausfertigung des Urteils aufgestempelt.
In den Rechtsordnungen des Common Law (angelsächsischer Rechtskreis) sind solche Eingangsformeln nicht üblich; auch nicht in der Schweiz.